# Котбридж
Ко́тбридж (англ. Coatbridge, шотл. гел. Comar nan Allt) — місто в центрі Шотландії, в області Північний Ланаркшир.
Населення міста становить 41 700 осіб (2006).